# Gerrit Duijm
Gerrit Frederik Duijm (ur. 5 grudnia 1888 w Rotterdamie, zm. 30 lipca 1942 tamże) – holenderski zapaśnik walczący w stylu klasycznym. Olimpijczyk z Londynu 1908, gdzie zajął siedemnaste miejsce w wadze średniej.

## Turniej wLondynie 1908
| Konkurencja          | Walki                | Klas. końcowa |
| Konkurencja          | Przeciwnik I         | Miejsce       |
| -------------------- | -------------------- | ------------- |
| 73 kg styl klasyczny | Axel Larsson (DEN) P | 17.           |